# Tratado de Schönbrunn

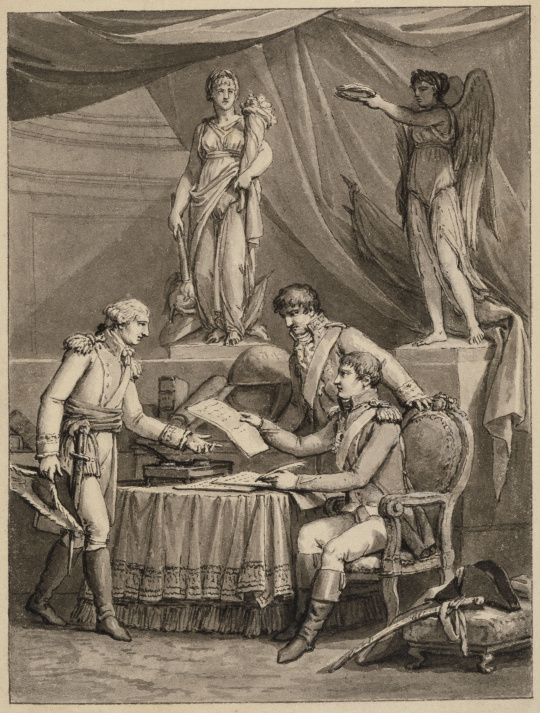
Tratado de paz assinado em Viena em 14 de outubro de 1809, por Charles Monnet

O Tratado de Schönbrunn foi firmado entre a França e a Áustria em 14 de outubro de 1809, pondo fim à guerra da Quinta Coligação, uma das fases das Guerras Napoleónicas. Foi assinado no Palácio de Schönbrunn, situado em Viena. A Áustria tinha sido derrotada e a França impôs os seus termos de paz.
A Áustria cedeu Salzburgo à Baviera, a Galicia Ocidental ao Ducado de Varsóvia, a cidade de Ternopil ao Império Russo, e Trieste e parte da Croácia a sul do rio Sava à França (ver Províncias Ilírias).
A Áustria reconheceu as anteriores conquistas de Napoleão, assim como reconheceu o seu irmão José Bonaparte como rei de Espanha. A Áustria também concedeu a França uma indemnização avultada e o exército Austríaco seria reduzido a 150 000 homens (uma promessa não cumprida).
A Grã-Bretanha continuou em guerra com a França.